# Odonteus thoracicornis
Odonteus thoracicornis är en skalbaggsart som beskrevs av Wallis 1928. Odonteus thoracicornis ingår i släktet Odonteus och familjen Bolboceratidae. Inga underarter finns listade i Catalogue of Life.